# Stadterij
Stadterij is een buurtschap in de gemeente Hoogeveen. Stadterij is gedeeltelijk opgegaan in industriegebied. Een restant is nog te vinden in de hoek ten oosten van de Stuifzandseweg en in het noorden van de Editionweg. Stadterij omvat nog circa tien huizen.